# Marmopteryx odontata
Marmopteryx odontata är en fjärilsart som beskrevs av George Duryea Hulst 1896. Marmopteryx odontata ingår i släktet Marmopteryx och familjen mätare. Inga underarter finns listade i Catalogue of Life.